# NGC 155
NGC 155 ist eine linsenförmige Galaxie vom Hubble-Typ S0 im Sternbild Walfisch südlich des Himmelsäquators. Sie ist schätzungsweise 280 Millionen Lichtjahre von der Milchstraße entfernt und hat einen Durchmesser von etwa 140.000 Lichtjahren. 

Im selben Himmelsareal befinden sich die Galaxien NGC 163 und NGC 165.
Das Objekt wurde am 1. September 1886 von dem amerikanischen Astronomen Lewis A. Swift entdeckt.